# Ceratodalia gueneata
Ceratodalia gueneata är en fjärilsart som beskrevs av Alpheus Spring Packard 1876. Ceratodalia gueneata ingår i släktet Ceratodalia och familjen mätare. Inga underarter finns listade i Catalogue of Life.